# Municipio de Watertown (Ohio)
El municipio de Watertown (en inglés: Watertown Township) es un municipio ubicado en el condado de Washington en el estado estadounidense de Ohio. En el año 2010 tenía una población de 1579 habitantes y una densidad poblacional de 16,72 personas por km².

## Geografía
El municipio de Watertown se encuentra ubicado en las coordenadas 39°28′20″N 81°36′33″O / 39.47222, -81.60917. Según la Oficina del Censo de los Estados Unidos, el municipio tiene una superficie total de 94.41 km², de la cual 93,93 km² corresponden a tierra firme y (0,51 %) 0,48 km² es agua.

## Demografía
Según el censo de 2010, había 1579 personas residiendo en el municipio de Watertown. La densidad de población era de 16,72 hab./km². De los 1579 habitantes, el municipio de Watertown estaba compuesto por el 98,8 % blancos, el 0,25 % eran afroamericanos, el 0,06 % eran asiáticos, el 0,06 % eran isleños del Pacífico y el 0,82 % eran de una mezcla de razas. Del total de la población el 0,19 % eran hispanos o latinos de cualquier raza.